# José Ortiz Echagüe

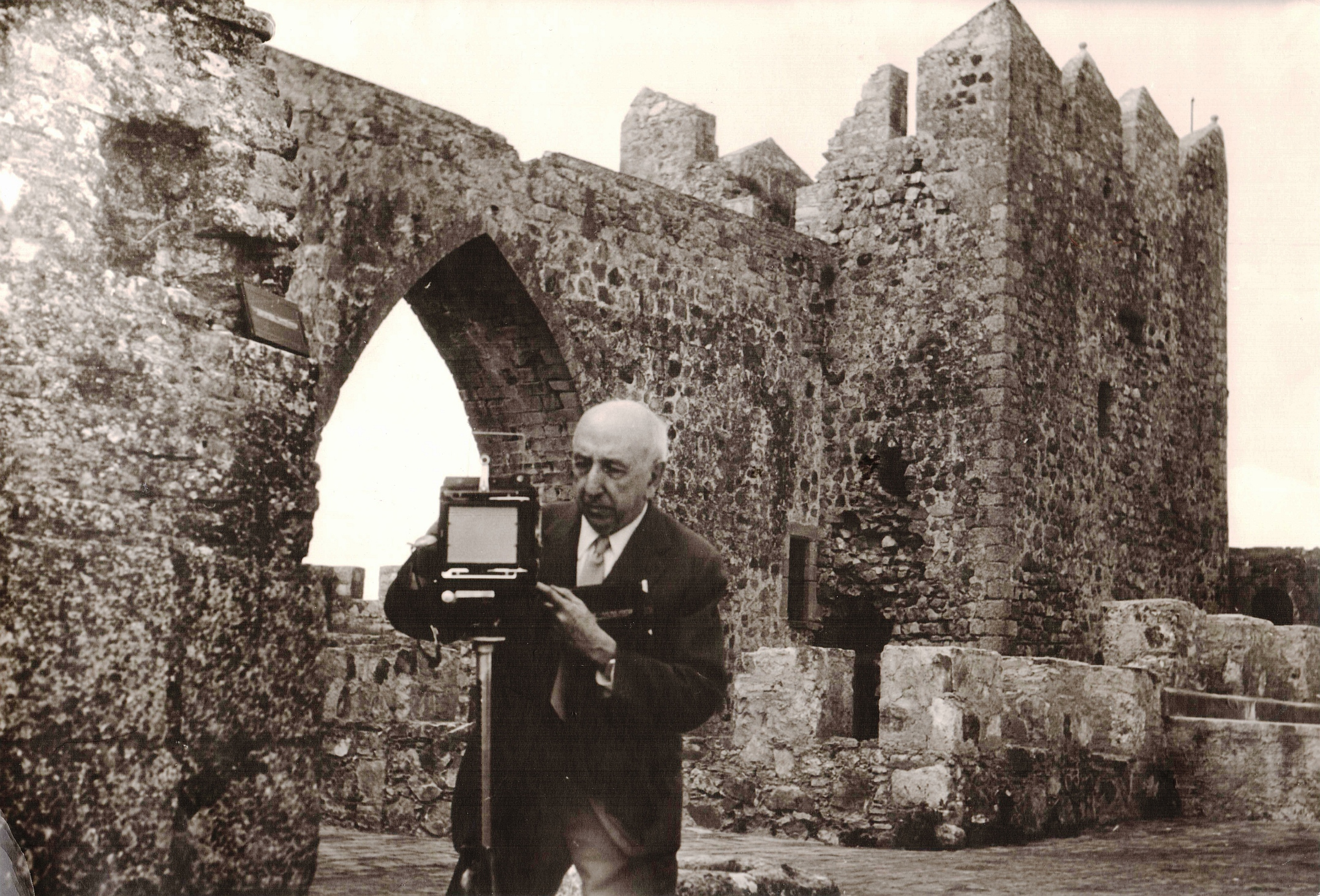
Ortiz Echagüe beim Fotografieren in Avila

José Ortiz Echagüe (* 2. August 1886 in Guadalajara; † 7. September 1980 in Madrid) war ein spanischer Ingenieur, Pilot, Fotograf und Unternehmer, der aus einer Familie von Militärs stammte. Unter Alfons XIII. war er außerdem Königlicher Kammerherr. Er ist Gründer der Flugzeugfabrik C.A.S.A. und der spanischen Automobilfabrik SEAT.

## Leben
José Ortiz Echagüe wurde als drittes Kind des Militäringenieurs Antonio Ortiz und seiner Frau Dolores Echagüe geboren. Das Ehepaar hatte zwei Töchter und fünf Söhne, von denen einer als Militäraspirant jung verstarb.
Zur Zeit der Geburt Joses war sein Vater Professor an der Akademie für Militäringenieure in Guadalajara. Als der Vater drei Jahre später zum Chef der Militärgarnison in Logroño, der Hauptstadt der Region La Rioja, ernannt wurde, zog die Familie nach Logroño, wo Jose aufgewachsen und zur Schule gegangen ist. Er betrachtete sich als „riojano“.
Sein drei Jahre älterer Bruder Antonio wollte unbedingt Maler werden, obwohl es in den Familien des Vaters und der Mutter zwar mehrere Militärs, aber keine bekannten Künstler gab. Antonio wurde deshalb nach Paris geschickt und mit den Jahren ein international bekannter Portraitmaler. Seinen Werken ist im Museo San Telmo in San Sebastián, wo seine Eltern nach Pensionierung des Vaters wohnten, ein ganzer Saal gewidmet.
José wollte auch Maler werden, aber die Finanzen des Vaters erlaubten nicht, einen zweiten Sohn nach Paris zu schicken. Von einem Onkel, der Militärattaché in Paris war, erhielt José jedoch eine Kodak-Kamera geschenkt, mit der er im Alter von 12 Jahren seine ersten Fotos machte und seine künstlerische Begabung sich zu entfalten begann.
1903 machte er in La Rioja ein Foto während der Predigt in einer Dorfkirche („Sermón en la aldea“), für das er im darauf folgenden Jahr bei einer Ausstellung in Vitoria den ersten Preis erhielt. Bereits 1904 veröffentlichte die spanische Fotozeitschrift Graphos Ilustrado einen Bericht über seine Fotos.
1911 erwarb er die Ballonfahrerlizenz und erhielt die dritte bis dahin in Spanien vergebene Pilotenlizenz.
1913 versuchte er, mit einer Morane-Saulnier von Paris nach Madrid zu fliegen. Als das Flugzeug in Brand geriet, konnte Ortiz Echagüe sich und den unversehrten Motor retten, den er nach Marokko brachte und – mitten in einem Militäreinsatz – für den Aufbau eines neuen Flugzeugs benutzte. Dies war der Beginn seiner Aktivität als Flugzeugbauer.
1914 überflog er – gemeinsam mit Kapitän Herrera – als erster die Straße von Gibraltar.
1916 heiratete er in Madrid Carmen Rubio. Aus der Ehe gingen acht Kinder hervor.
1923 gründete er in Sevilla die Flugzeugfabrik C.A.S.A.
1959 flog er im Alter von 72 Jahren als Kopilot mit einer F-100 Sabre der United States Air Force, die – wie damals alle U.S.-Kampfflugzeuge in Europa – bei der C.A.S.A. repariert worden war. Er war damals der älteste Mensch, der mit Überschallgeschwindigkeit geflogen ist.
Der Architekt und römisch-katholische Priester César Ortiz-Echagüe (* 1927) ist sein Sohn.

## Wirken als Ingenieur und Unternehmer
Als Ingenieur ist seine Tätigkeit im Flugzeugbau und in der Automobilfabrikation besonders erwähnenswert.

1903 war Ortiz Echagüe in die Akademie für Militäringenieure in Guadalajara eingetreten und hatte nach seinem Abschluss in einer Fesselballon-Abteilung im Spanisch-Marokkanischen Krieg gedient. Nach seiner Rückkehr aus Afrika gründete er 1923 die Flugzeugfabrik C.A.S.A. (Lizenzbau von Bücker, Dornier, Heinkel, Junkers; heute Partner beim Bau des Airbus und Teil des EADS-Konzerns) und 1950 das erste spanische Unternehmen zur Fließbandproduktion von Personenkraftwagen, SEAT, als dessen Vorstandsvorsitzender er bis 1976 wirkte. Danach wurde er bei SEAT zum Ehrenvorsitzenden auf Lebenszeit ernannt. SEAT gehört seit 1986 zum VW-Konzern.

## Wirken als Fotograf
Auf dem Gebiet der künstlerischen Fotografie gehört Ortiz Echagüe zu den bekanntesten und beliebtesten Fotografen in Spanien, der auch im Ausland einen hervorragenden Ruf genoss. Die Zeitschrift „American Photography“ führte ihn 1935 unter den drei besten Fotografen der Welt. Dies ist umso erstaunlicher als er ein reiner „Amateur“ war, der nur in seiner Freizeit und auf Reisen seiner Lieblingsbeschäftigung nachgehen konnte.
Ortiz Echagüe war einerseits überzeugt, dass sich das Spanien seiner Zeit modernisieren müsse, u. a. durch Gründung industrieller Unternehmen, war sich andererseits aber auch im Klaren darüber, dass eine breite Modernisierung ein Verschwinden der traditionellen Kleidung, eine Veränderung der Dörfer und sogar eine Umgestaltung der Landschaft nach sich ziehen könnte. Er wollte dieses kulturelle Erbe wenigstens mit der Kamera festhalten, bevor die Veränderung eintrat.
Hinsichtlich der künstlerischen Ausrichtung, seiner Ausbildung und seiner Thematik könnte man ihn der „Generation 98“ der Fotografie zuordnen. Er wurde auch als bester Repräsentant des so genannten „spanischen Piktorialismus“ geführt, obwohl Ortiz Echagüe diese Bezeichnung ablehnte. Seine Fotografie konzentrierte sich auf das Herausarbeiten der Grundströmungen des Charakters einer Ethnie oder eines Dorfes: dessen Bräuche, Kleidung und Örtlichkeit. Ortiz erreichte mit seinen Fotografien einen persönlichen Ausdruck, der dem eines Gemäldes nahekommt; dies erreichte er durch eine besondere Bearbeitung während der Erstellung des Positivabzugs. Sowohl die Erzeugung des lichtempfindlichen Papiers wie Erstellung der Positive verlangten viel Geduld, große Geschicklichkeit und genaue Kenntnis der benutzten Technik.

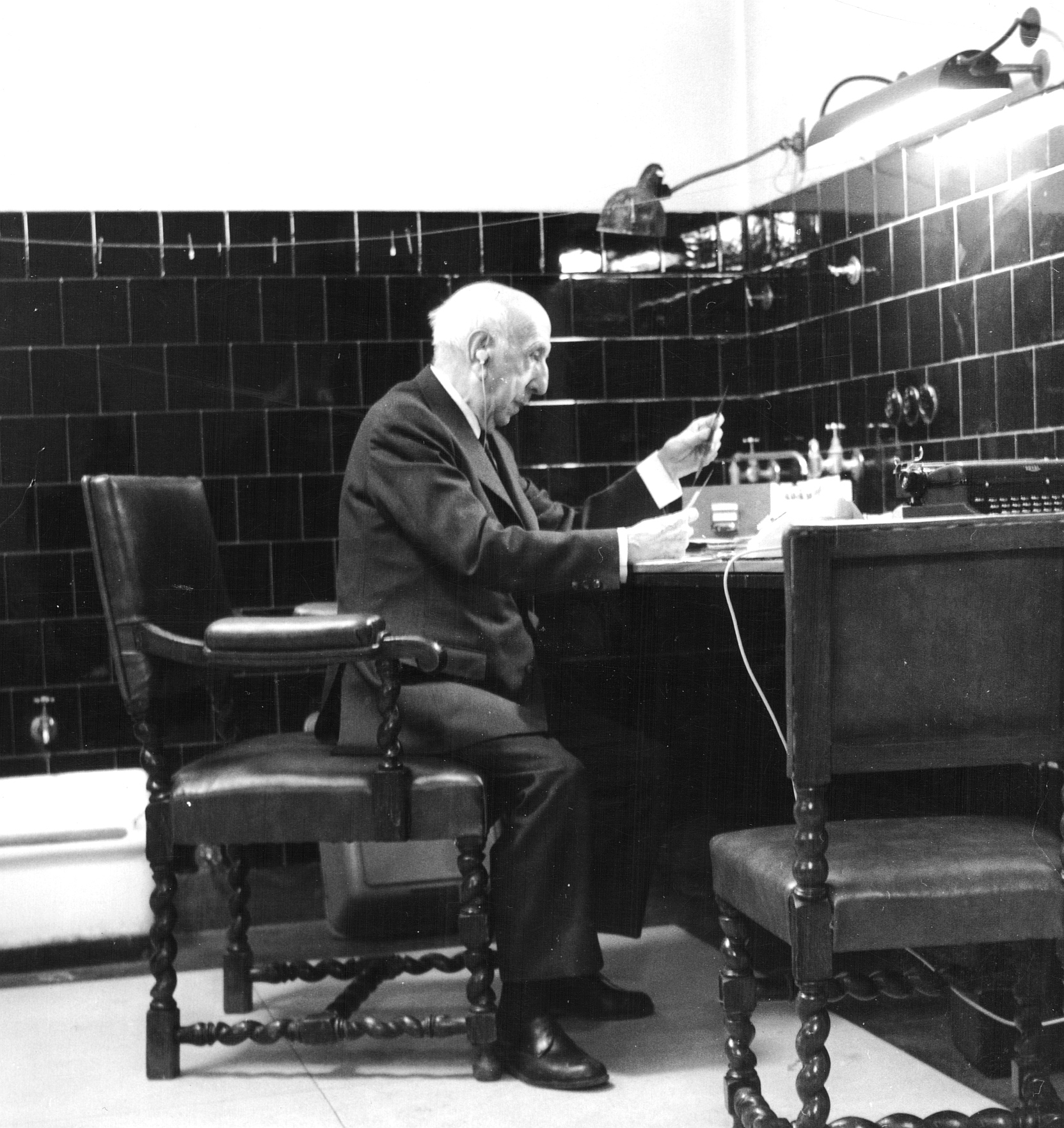
Ortiz Echagüe im Heimlabor

### Technik
Das von Ortiz Echagüe verwendete Fresson-Papier hatte eine dünne Gelatineschicht, die ein schwarzes Pigment enthielt und durch Chemikalien lichtempfindlich gemacht wurde. Der Fotograf machte auf diesem Papier Kontaktabzüge. Dabei blieb an den wenig belichteten Stellen die Gelatine weich und wurde an den stärker belichteten Flächen härter. Anschließend wurde der Kontaktabzug mit einem Gemisch aus Wasser und Sägemehl gewaschen. Die weich gebliebene Gelatine wurde dadurch abgetragen und es ergaben sich helle Stellen. Die verhärtete Gelatine widerstand dieser Wäsche und es blieben dunkle Zonen. Der noch feuchte positive Kontaktabzug wurde anschließend mit Hilfe von Pinseln, Tupfern aus Baumwolle oder Schabeisen bearbeitet, wobei dem Künstler viel Raum für kreative Freiheit blieb.
Die Gründe für die Verwendung dieser Technik durch Ortiz Echagüe waren: die erweiterte Möglichkeit der Einflussnahme auf das Ergebnis einer Fotografie; der höhere Reichtum an Abstufungen der Pigmentierung; schließlich noch die verbesserte Haltbarkeit des Produktes. Dennoch war die Verwendung dieser archaischen Technik keineswegs das Wichtigste an seinen Fotografien. Ohne ein interessantes Objekt, ohne eine gute Komposition, ohne geschickte Beleuchtung und ohne einen zweckmäßigen Aufbau der Szenerie, ergab die Arbeit mit dem Papier „Fresson“ nur mittelmäßige Resultate.

#### Kameras
Ortiz erste Kamera fasste 6 Platten im Format 8×6,6 cm.

Seine zweite Kamera, die er drei Jahre später ebenfalls von einem Verwandten geschenkt bekam und fünf Jahre lang benutzte, war eine „Photo Esphère“ für Glasplatten im Format 9×12 cm.

In den Jahren 1903–1909 benutzte er eine 9×12-cm-Klappkamera und eine 15×18-cm-Reisekamera mit Holzstativ.

Die Aufnahmen von Trachten machte er mit einer 13×18-cm-Reisekamera mit einem Hermagis Eidoscope-Objektiv von 26 cm Brennweite (Lichtstärke 5).

Ab 1934 verwendete er – vor allem für Landschaftsaufnahmen – eine 9×12-cm-Reflexkamera mit mehreren Objektiven der Brennweiten 13 bis 45 cm.

In seinen letzten 20 Jahren (bis 1970) benutzte er simultan eine Linhof Technika und eine – damals bei Pressefotografen in den USA sehr populäre – Graflex Speed Graphic.

### Einteilung seines fotografischen Werks
Ortiz Echagüe hat seine Arbeiten selbst in vier Bände unterteilt: Spanien – Charaktere und Kleidung (1930); Spanien – Dörfer und Landschaften (1939); Mystisches Spanien (1943); und Spanien – Burgen und Schlösser (1956). Von diesen großformatigen Bildbänden wurden mehr als 200.000 Exemplare verkauft.
Zu erwähnen sind ferner Marokko und Familienszenen.
- Charaktere und Kleidung betrachtet die spanische Gesellschaft aus folkloristischer Sicht, zusammen mit Portraits von großer menschlicher Tiefe.

- In Spanien – Dörfer und Landschaften geht es, jenseits der Wiedergabe von Bauwerken und Landschaften, um den Kontrast zwischen Land und Dorf.

- Mystisches Spanien fokussiert auf klösterliche Gemeinschaften und auf das volkstümliche religiöse Leben in Form von Prozessionen und Wallfahrten. Die Bildnisse der Mönche erinnern an Werke von Zurbarán oder El Greco.

- Spanien – Burgen und Schlösser kann als erweiterte Fortsetzung von Spanien – Dörfer und Landschaften betrachtet werden. Von dieser Ausgabe gibt es nur noch wenige Exemplare in Privatbesitz.

Außer den Fotografien, die in den genannten Bänden veröffentlicht wurden, schuf Ortiz Echagüe eine interessante Serie über Marokko. Der größte Teil davon wurde während seiner Tätigkeit als Militäringenieur im Spanischen Protektorat Marokko erarbeitet. Der Rest wurde 1960 im damaligen Französisch-Marokko aufgenommen.
Unveröffentlicht als Buch, aber von hohem künstlerischem Interesse ist die Serie Familienszenen, die individuelle Portraits und Gruppenbilder umfasst.
Der größte Teil seines fotografischen Werks wird heute im Legado Ortiz Echagüe an der Universität von Navarra (Pamplona, Spanien) aufbewahrt. Dieser Nachlass umfasst etwa tausend Originale nach dem von ihm selbst als „carbondir“ bezeichneten carbon fresson-Kohleverfahren und mehr als 20.000 Negative. Das Museum der Kleidung in Madrid erwarb 1933 einen erheblichen Teil der zu Charaktere und Kleidung gehörigen Fotografien.

### Anthologische Ausstellung
1929 fand in Berlin eine Ausstellung seiner Fotografien statt. Danach erschien sein Buch Spanische Köpfe – Bilder aus Kastilien, Aragonien und Andalusien.
Das Metropolitan Museum of Art in New York organisierte 1960 unter dem Titel Spectacular Spain eine anthologische Ausstellung, in der Ortiz Echagüe neben Goya erschien. In dieser Ausstellung wurden achtzig Fotografien von Ortiz Echagüe gezeigt.
Die Universität von Navarra erstellte 1998 eine anthologische Ausstellung über Ortiz Echagüe, der die oben genannte Ausstellung in New York als Grundlage diente. Sie umfasste einen Zeitraum von sechzig produktiven Jahren bis 1964. Seit 1998 war diese Ausstellung an verschiedenen Orten zu sehen, unter anderem im Museu Nacional d’Art de Catalunya, im Hôtel de Sully in Paris, in der Sala de Armas der Ciudadela de Pamplona, im Museo Nacional Centro de Arte Reina Sofía in Madrid (über 150.000 Besucher), im Palacio del Infantado von Guadalajara, in der Sala Amós Salvador in Logroño.